# Copa Airlines Colombia
Aero República S.A. es la razón social de las aerolíneas de marca Copa Airlines Colombia y Wingo.  Es una aerolínea comercial de pasajeros fundada y registrada bajo razón social de Aero República S.A. en noviembre de 1992, es la segunda compañía aérea en Colombia por pasajeros internacionales movilizados después de Avianca y la cuarta en tráfico total.
Cubre destinos nacionales e internacionales desde el Aeropuerto Internacional El Dorado de Bogotá y distintas ciudades en Colombia usando sus dos marcas de servicio ya sea Copa Airlines o Wingo.

## Historia
La compañía AeroRepública fue creada por el señor Alfonso Ávila (Presidente) aspirando tener 12% del mercado aéreo nacional en los próximos 2 años, con una flota de aeronaves tipo Boeing 727. La aerolínea inició operaciones del 19 de junio de 1993 cubriendo rutas desde Bogotá hacia San Andrés, Santa Marta y Cartagena. Más adelante, el 26 de junio del mismo año inició operaciones desde Cali. En el primer año de operaciones la aerolínea logró utilidades por más de $500 millones de pesos, así como triplicó el número de vuelos diarios, y el número de flota a 8 aeronaves tipo Douglas DC9. El 5 de junio de 1995 inicia operaciones hacia Barranquilla, año en el cual dio paso también hacia la internacionalización con vuelos hacia Aruba y Cuba. En mayo de 1997 la Aerocivil de Colombia, decide suspender las operaciones de AeroRepública alegando que no cumplía con todos los estándares de seguridad exigidos, lo que obligó mantener la flota de aviones Douglas DC9 en tierra por 2 semanas hasta que se cumpliera la debida certificación.
Tras haber suspendido operaciones a La Habana y Oranjestad, el 24 de junio de 1999 se abre una nueva ruta: desde Bogotá hacia Isla Margarita en Venezuela, así como la apertura de dos nuevos vuelos desde el Eje Cafetero hacia San Andrés.

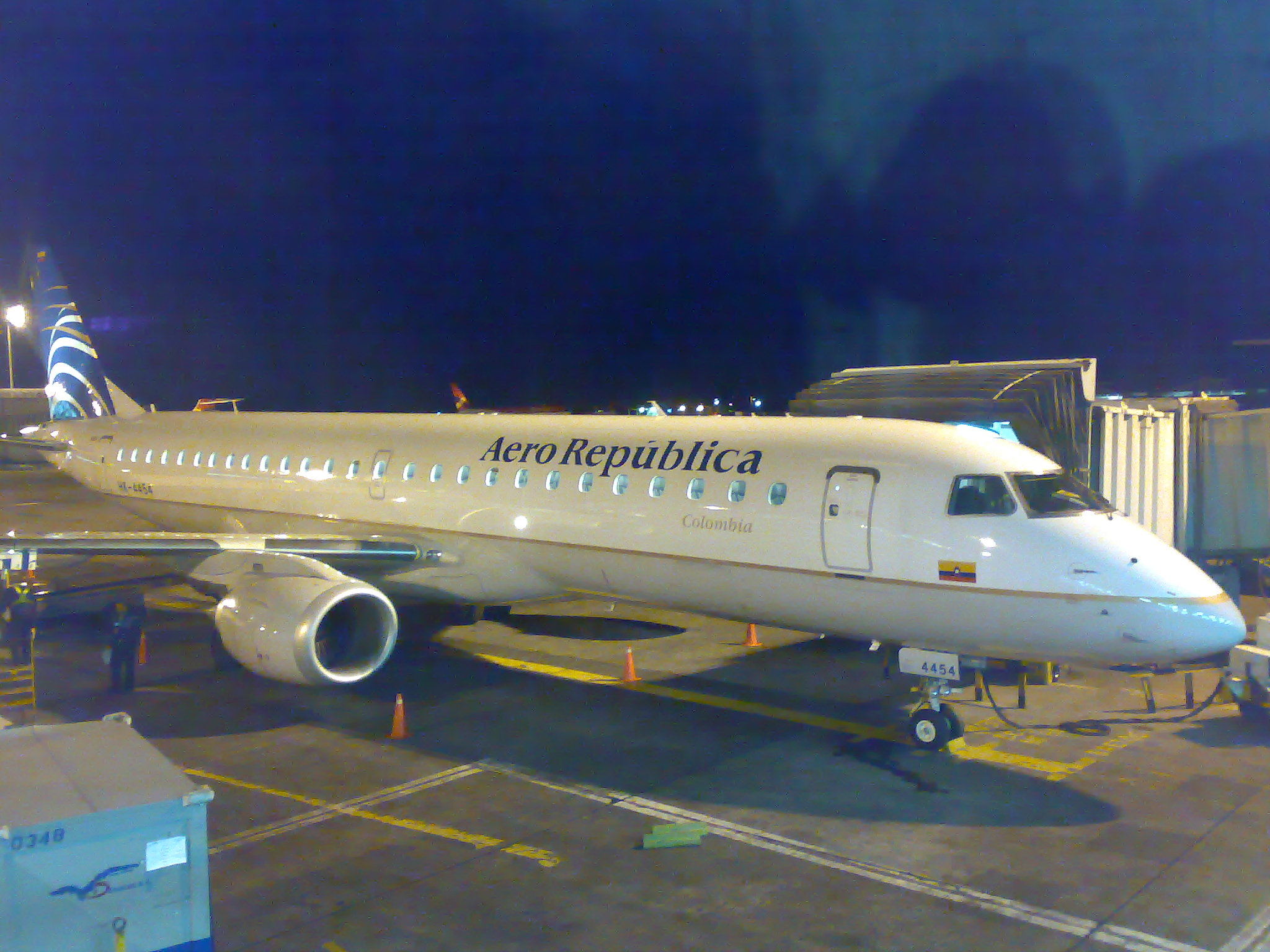
E-190 en el aeropuerto de Bogotá

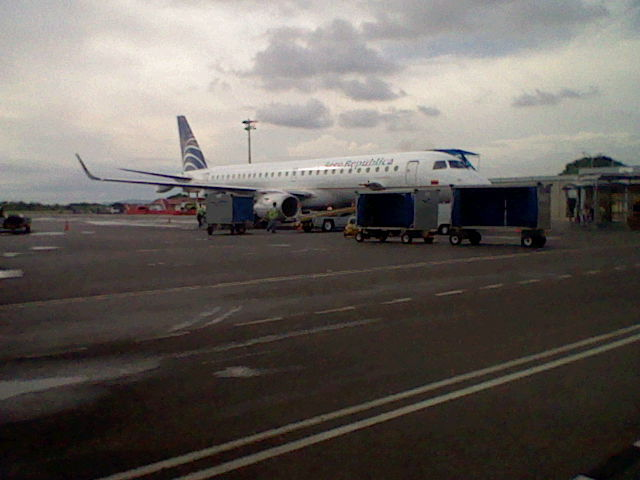
Un E-190 En el aeropuerto de Cartagena

En abril de 2006 la aerolínea fue comprada por la panameña Copa Airlines, convirtiéndose en su filial.
El 6 de octubre de 2010 Aerorepública cambia su nombre comercial a Copa Airlines Colombia al haber dado fin al proceso de transformación desde la compra de la empresa en 2006.
El 20 de octubre de 2016, Copa Holdings anunció la creación de una nueva marca, Wingo, subsidiaria de vuelos de bajo costo que operaba  comercialmente desde el 1 de diciembre de 2016. Esta subsidiaria de Copa Airlines Colombia ofrecía vuelos domésticos desde Bogotá y Cali hacia Cartagena e Isla de San Andrés y desde Barranquilla y Cartagena a Isla de San Andrés, además vuelos internacionales desde Bogotá hacia Caracas, Quito, Guayaquil, La Habana, Cancún, Ciudad de México y Oranjestad como también vuelos directos desde Medellín y Cali hacia el Aeropuerto Internacional Panamá Pacífico en el distrito de Arraiján en la provincia Panamá Oeste, y desde este aeropuerto hacia San José, Costa Rica. La aerolínea también ofrecía un vuelo directo desde San José, Costa Rica a Ciudad de Guatemala.
La aerolínea tenía su flota de aeronaves compuesta por aviones tipo McDonnell Douglas MD-83 pero con la llegada de la nueva administración por parte de la aerolínea Copa Airlines desde el año 2006 se dio un proceso de modernización de la flota antigua por aviones del fabricante brasilero Embraer, del tipo Embraer 190. Esto llevó a ir retirando paulatinamente los aviones viejos para su completo reemplazo por estos de última generación, logrando así finalizar dicho proceso el 30 de enero de 2010 cuando salió de la flota el último avión MD-83. En junio de 2010 la compañía recibió dos (2) Boeing 737-700, y para diciembre de 2011 recibió el tercero en su flota. En octubre de 2019 la compañía retira el último Embraer 190 de la flota (HK-4453) como proceso de modernización con aeronaves 737NG. Esta era la última aeronave con matrícula colombiana en Copa Holdings. Su último avión propio con bandera colombiana era un Boeing 737-700 con matrícula HP-1376CMP, el cual fue retirado en marzo de 2020. Copa Airlines Colombia ya no cuenta con una flota propia.
Sus vuelos actualmente son operados con la flota de Copa Airlines a través de acuerdos de intercambio de flota.

## Destinos

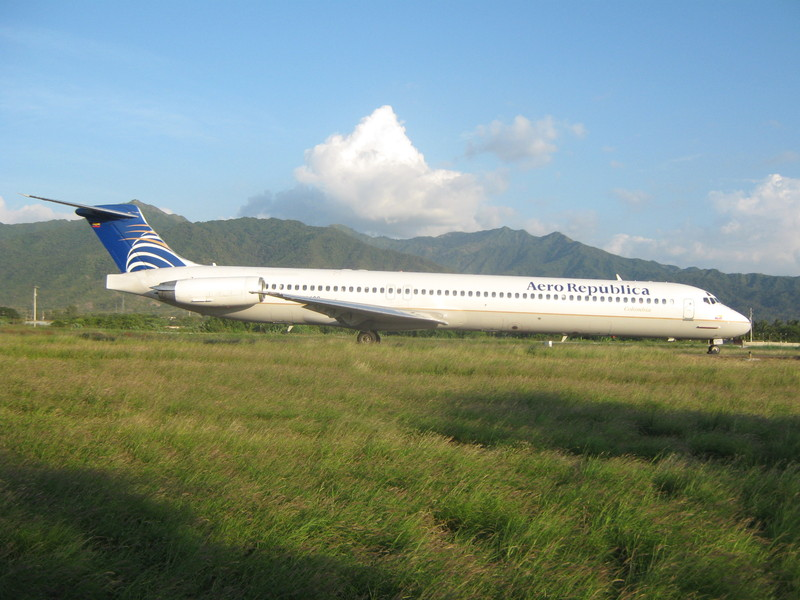
MD-83 de Copa Airlines Colombia en el Aeropuerto Internacional Simón Bolívar de Santa Marta

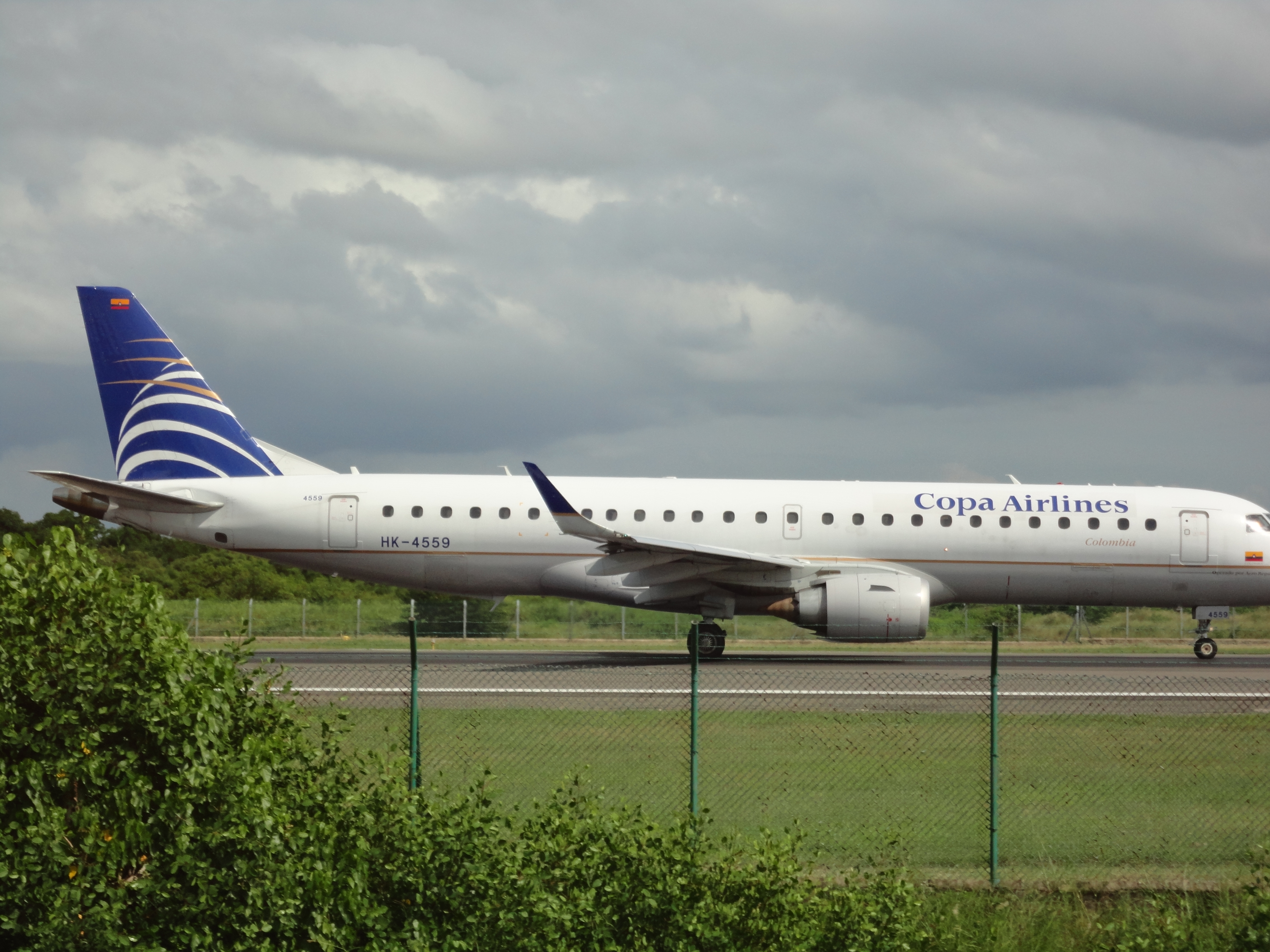
Un E-190 con la pintura de Copa Airlines Colombia en el Aeropuerto Internacional Rafael Núñez.

Desde el año 2006 (con la compra por parte de Copa Airlines), la aerolínea ha reestructurado su plan de operaciones y, por lo tanto, sus destinos tanto nacionales e internacionales. Al nivel nacional se redujeron sustancialmente las frecuencias dentro de las principales ciudades del país, igualmente en el mercado internacional solo se disponía de Panamá como destino, pero desde finales del año 2007 hasta mitad de 2011 se aumentó frecuencias dentro de Colombia y se abrieron rutas internacionales hacia Panamá desde ciudades como Barranquilla, Bucaramanga, Cali y Medellín. Igualmente se abrió un nuevo destino desde Medellín hacia Caracas, Venezuela.
El 20 de diciembre de 2009 inició operación a Quito y el 26 de marzo de 2010 a Guayaquil ambas desde Bogotá. El 27 de junio de 2010 inició operación a San José de Costa Rica, el 16 de agosto hacia Ciudad de Guatemala en continuación del vuelo a San José, el 2 de octubre hacia Ciudad de México y La Habana; terminando 2010 con la apertura de Cancún el 18 de diciembre.
El 3 de marzo de 2011 durante las jornadas de trabajo entre autoridades de Venezuela y Colombia para fortalecer la economía productiva binacional, se acordaron abrir 14 frecuencias nuevas de viaje con la empresa AeroRepública para el vuelo Caracas-Bogotá, dos vuelos diarios sin escalas entre Caracas y Bogotá, los cuales empezaron operación el 4 de julio, el mismo día se suspendió la operación en Montería. El 15 de junio la aerolínea asumió la operación de Panamá-San Andrés y el 15 de diciembre desde mismo año inició operación la ruta Cúcuta-Panamá.
| Ciudad                                     | Código IATA                                | Código ICAO                                | Aeropuerto                                                        | Aeronave                                   | Notación                                   |
| Argentina                                  | Argentina                                  | Argentina                                  | Argentina                                                         | Argentina                                  | Argentina                                  |
| ------------------------------------------ | ------------------------------------------ | ------------------------------------------ | ----------------------------------------------------------------- | ------------------------------------------ | ------------------------------------------ |
| Córdoba                                    | COR                                        | SACO                                       | Aeropuerto Internacional Ingeniero Aeronáutico Ambrosio Taravella | B737                                       |                                            |
| Colombia                                   |                                            |                                            |                                                                   |                                            |                                            |
| Medellín                                   | MDE                                        | SKRG                                       | Aeropuerto Internacional José María Córdova                       | B737                                       |                                            |
| Panamá                                     |                                            |                                            |                                                                   |                                            |                                            |
| Ciudad de Panamá                           | PTY                                        | MPTO                                       | Aeropuerto Internacional de Tocumen                               | B737                                       | HUB                                        |
| Total: 2 destinos (1 nacional) en 2 países | Total: 2 destinos (1 nacional) en 2 países | Total: 2 destinos (1 nacional) en 2 países | Total: 2 destinos (1 nacional) en 2 países                        | Última actualización: 2 de octubre de 2022 | Última actualización: 2 de octubre de 2022 |

#### Destinos cesados
- Argentina
  - Buenos Aires - Aeropuerto Internacional Ministro Pistarini
- Aruba
  - Oranjestad - Aeropuerto Internacional Reina Beatrix
- Colombia
  - Barranquilla -  Aeropuerto Internacional Ernesto Cortissoz
  - Bogotá -  Aeropuerto Internacional El Dorado
  - Bucaramanga -  Aeropuerto Internacional Palonegro
  - Cartagena -  Aeropuerto Internacional Rafael Núñez
  - Cartago - Aeropuerto Santa Ana
  - Cali - Aeropuerto Internacional Alfonso Bonilla Aragón
  - Cúcuta - Aeropuerto Internacional Camilo Daza
  - Leticia - Aeropuerto Internacional Alfredo Vásquez Cobo
  - Medellín - Aeropuerto Internacional José María Córdova (junio de 2016) desde BOG
  - Montería - Aeropuerto Los Garzones
  - Santa Marta - Aeropuerto Internacional Simón Bolívar
  - San Andrés - Aeropuerto Internacional Gustavo Rojas Pinilla
  - Pereira -  Aeropuerto Internacional Matecaña
- Curazao
  - Willemstad - Aeropuerto Internacional Hato
- Costa Rica
  - Liberia - Aeropuerto de Guanacaste
  - San José - Aeropuerto Internacional Juan Santamaría
- Cuba
  - La Habana - Aeropuerto Internacional José Martí Cede operación a Wingo y desde PTY a Copa Airlines
- Ecuador
  - Guayaquil - Aeropuerto Internacional José Joaquín de Olmedo (junio de 2013) desde BOG. Cede operación desde PTY a Copa Airlines
  - Quito - Aeropuerto Internacional Mariscal Sucre Desde BOG cede operación a Wingo y desde PTY a Copa Airlines
- El Salvador
  - San Salvador - Aeropuerto Internacional de El Salvador
- Guatemala
  - Ciudad de Guatemala - Aeropuerto Internacional La Aurora
- Honduras
  - San Pedro Sula - Aeropuerto Internacional Ramón Villeda Morales
- Jamaica
  - Kingston - Aeropuerto Internacional Norman Manley
  - Montego Bay - Aeropuerto Internacional Sangster
- México
  - Cancún - Aeropuerto Internacional de Cancún Cede operación a Wingo
  - México D.F - Aeropuerto Internacional de la Ciudad de México Cede operación a Wingo
- Nicaragua
  - Managua - Aeropuerto Internacional Augusto C. Sandino
- República Dominicana
  - Punta Cana - Aeropuerto Internacional de Punta Cana Desde BOG cede operación a Wingo y desde PTY a Copa Airlines
  - Santiago de los Caballeros - Aeropuerto Internacional del Cibao Cede operación a Copa Airlines
  - Santo Domingo - Aeropuerto Internacional Las Américas Cede operación a Copa Airlines
- Trinidad y Tobago
  - Puerto España - Aeropuerto Internacional Piarco Cede operación a Copa Airlines
- Venezuela
  - Caracas - Aeropuerto Internacional de Maiquetia Simón Bolívar (julio de 2014) desde MDE y desde BOG cede operación a Wingo.

## Accidentes e incidentes

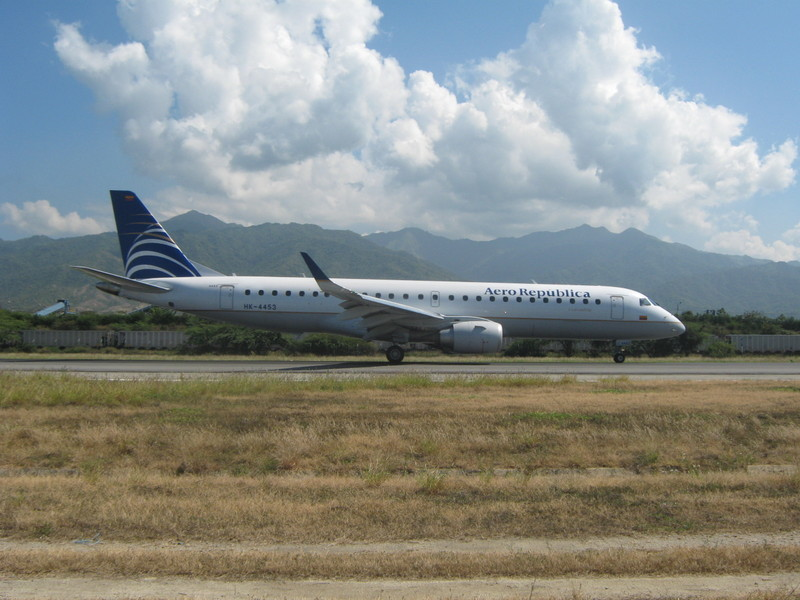
Embraer 190 de Copa Airlines Colombia, en el Aeropuerto Internacional Simón Bolívar.

- AeroRepublica ha tenido varios incidentes en su flota de aviones McDonnell Douglas, la mayoría por problemas con el tren de aterrizaje, como por ejemplo en Cali, Valle del Cauca Aeropuerto Internacional Alfonso Bonilla Aragón un avión McDonnell Douglas MD-82, sufrió un incidente en 2002 desde entonces el avión se puede encontrar al lado de la cabecera de la pista ya que este quedó en pérdida total.

- En diciembre de 2002 un McDonnell Douglas DC-9 tuvo un incidente al despegar de Bogotá debido a que los pilotos alzaron en exceso la nariz del avión, causando que la cola se golpeara. Al llegar a Barranquilla el personal de mantenimiento examinó la magnitud del daño, y al regresar a Bogotá el avión se vio en pérdida total por parte de la Aerocivil y Boeing.

- El 20 de febrero de 2004 un McDonnell Douglas MD-81 tuvo que aterrizar por combustible en una Base de la Fuerza Aérea en Meta mientras cubría la ruta Bogotá - Leticia.

- El 17 de julio de 2007 un Embraer 190 de matrícula HK-4455 que cubría la ruta Cali - Santa Marta resbaló y se salió de la pista del Aeropuerto Internacional Simón Bolívar de Santa Marta,1700 m, deslizándose la punta del avión hacia el mar, hubo varios heridos y ninguna víctima mortal. El avión quedó en pérdida total.[13]

- El 2 de noviembre de 2007, otro Embraer 190, que cubría la ruta Pereira - Bogotá tuvo que volver al Aeropuerto Internacional Matecaña al propagarse humo en el fuselaje,[14] los pasajeros entraron en pánico; y se explicó que en menos de 10 minutos del avión haber despegado se produjo ese percance, afortunadamente nadie salió gravemente herido. Los pilotos dijeron que esto había ocurrido por una falla en el sistema de aire acondicionado de la aeronave.

- El 27 de diciembre de 2009, un Embraer 190 que cubría la ruta Bogotá - Cali, presentó una alarma de incendio en uno de sus motores, por lo cual tuvo que hacer un aterrizaje de emergencia en el aeropuerto internacional El Dorado. cuatro días después otro de éstos aviones, tuvo un problema en el sistema de aterrizaje por lo cual el capitán se vio obligado a regresar a Bogotá.

## Star Alliance
Copa Airlines ahora forma parte de la amplia red global de Star Alliance y a la vez que fortalece la alianza de la aerolínea con United Airlines
Todos los pasajeros de Copa Airlines, Copa Airlines Colombia y de los operadores aéreos de Star Alliance tienen acceso a mayores beneficios, incluyendo acceso a una experiencia de viaje verdaderamente integrada y global, que llega a casi todos los rincones del mundo. 
El Hub de las Américas de Copa Airlines en Panamá y su extensa red de vuelos dentro de América Latina sirve como un vínculo entre Latinoamérica y los vuelos de Star Alliance en todo el mundo.
Copa Airlines y Copa Airlines Colombia trabajaron en estrecha colaboración con Star Alliance en un proceso de 18 meses para la implementación de los requisitos de membresía necesarios. 
El ingreso oficial a Star Alliance fue a mediados del 2012

## Códigos compartidos
Copa Airlines Colombia actualmente posee código compartido con las siguientes aerolíneas:

- Air Europa
- Air France
- Avianca *
- KLM
- Lufthansa *
- Turkish Airlines *
- United Airlines *

*- Miembro de Star Alliance.